# نوزدژتس
نوزدژتس (به لاتین: Nozdrzec) یک روستا در لهستان است که در گمینا نوزدژتس واقع شده‌است. نوزدژتس ۱٬۳۰۰ نفر جمعیت دارد.